# Боровики (Котельничский район)
Боровики — деревня в Котельничском районе Кировской области России. Входит в состав Вишкильского сельского поселения.

## География
Расположена примерно примерно в 8 км к северу от села Вишкиль на берегу реки Вятка.

## Население
| 2010 |
| ---- |
| 0    |

## Инфраструктура
Личное подсобное хозяйство с зоной сельскохозяйственного использования, индивидуальная застройка усадебного типа.

## Транспорт
Деревня доступна автотранспортом по федеральной автотрассе «Вятка».